# 43P/Wolf-Harrington
43P/Wolf-Harrington – kometa krótkookresowa z rodziny komet Jowisza.

## Odkrycie
Kometę tę odkrył niemiecki astronom Max Wolf 22 grudnia 1924 roku w Heidelbergu. Kometa została ponownie odkryta w październiku 1951 roku przez Roberta Harringtona. W nazwie znajdują się zatem nazwiska odkrywców.

## Orbita komety i właściwości fizyczne
Orbita komety 43P/Wolf-Harrington ma kształt elipsy o mimośrodzie 0,59. Jej peryhelium znajduje się w odległości 1,36 j.a., aphelium zaś 5,34 j.a. od Słońca. Jej okres obiegu wokół Słońca wynosi 6,13 roku, nachylenie do ekliptyki to wartość 15,97˚.
Jądro tej komety ma średnicę ok. 3,6 km.